# L'orfanello (film 1949)
L'orfanello (Awful Orphan) è un film del 1949 diretto da Chuck Jones. È un cortometraggio d'animazione della serie Merrie Melodies, uscito negli Stati Uniti il 29 gennaio 1949. Dal 1998 viene distribuito col titolo Un orfano insopportabile, mentre in inglese è anche noto col titolo The Awful Orphan.

## Trama
Incapace di farsi adottare, Charlie il Cane sale nel camion di un negozio di animali e si sostituisce al canarino che dovrebbe essere consegnato a Porky Pig. Quando Porky scopre Charlie nella gabbia chiama il negozio di animali, ma scopre di stare parlando con Charlie che ha staccato il telefono. Porky quindi cerca di liberarsi di Charlie diverse volte, ma ogni volta il cane riesce a rientrare e in alcuni casi a buttare fuori di casa lo stesso Porky. Quando l'inquilino dell'appartamento di sopra chiama per lamentarsi della confusione, Charlie si finge Porky e lo sfida; quindi inganna Porky facendolo andare di sopra, e l'uomo lo picchia. Il maialino decide così di arrendersi e accetta di adottare Charlie, ma quest'ultimo rifiuta ritenendo il luogo troppo rumoroso e fa per andarsene. Porky però lo blocca e lo costringe a rimanere invertendo i ruoli: si comporta quindi come un cane e fa di Charlie il suo padrone, impedendo che se ne vada.

## Distribuzione

### Edizione italiana
La prima edizione italiana fu realizzata all'inizio degli anni settanta per la trasmissione sul Programma Nazionale all'interno de Gli eroi di cartone. Il corto fu poi ridoppiato nel 1998 dalla Angriservices Edizioni sotto la direzione di Renzo Stacchi per l'uscita in VHS. Non essendo stata registrata una colonna internazionale, in entrambi i casi fu sostituita la musica presente durante i dialoghi.

### Edizioni home video

#### VHS
America del Nord
- Porky Pig Tales (1998)
- Looney Tunes: The Collector's Edition - Vocal Genius (gennaio 2000)

Italia
- Prendi il cacio e scappa (ottobre 1998)

#### Laserdisc
- Ham on Wry: The Porky Pig Laser Collection (10 marzo 1993)

#### DVD
Il corto fu pubblicato in DVD-Video in America del Nord nel terzo disco della raccolta Looney Tunes Golden Collection: Volume 1 (intitolato Looney Tunes All-Stars: Part 1) distribuita il 28 ottobre 2003; il DVD fu pubblicato in Italia il 2 dicembre 2003 nella collana Looney Tunes Collection, col titolo All Stars: Volume 1. Fu inserito anche nel primo disco della raccolta DVD Looney Tunes Spotlight Collection Volume 1, uscita in America del Nord sempre il 28 ottobre 2003, ristampato l'11 febbraio 2014 col titolo Looney Tunes Center Stage: Volume 1, mentre in Italia è stato incluso anche nel DVD Il tuo simpatico amico Porky Pig, uscito il 2 dicembre 2009.